# Жёлтый дубоносовый кардинал
Жёлтый дубоносовый кардинал (лат. Pheucticus chrysopeplus) — вид птиц из семейства кардиналовых (Cardinalidae). Выделяют три подвида. Представители вида распространены в Мексике и Гватемале. 

## Описание
Жёлтый дубоносовый кардинал достигает длины 21,5—24,0 см и масса одной измеренной самки составляла 77,6 г. Выражен половой диморфизм. У самцов голова, шея и нижняя часть тела яркого лимонно-жёлтого цвета, а у представителей подвида P. c. aurantiacus из самых южных частей ареала — блестящего золотисто-оранжевого цвета. Иногда в области кроющих перьев ушей появляется несколько тёмных перьев. Спина жёлтая с тёмно-коричневыми вкраплениями. Надхвостье жёлтое, верхние кроющие перья хвоста чёрные с белыми кончиками. Крылья чёрные с заметными белыми пятнами, заплатками и полосами. Самки похожи на самцов, но в целом они значительно бледнее, верхняя часть тела с оливковым оттенком, с тёмными прожилками на макушке и спине. Чёрный цвет в окраске оперения заменён серым, а белые отметины на крыльях, особенно у основания маховых перьев, менее выражены. И самцы, и самки характеризуются большим и мощным клювом конусообразной формы. Надклювье черноватое, подклювье от бледно-красноватого до голубоватого цвета. Ноги голубовато-серые. Радужная оболочка черновато-коричневая.

## Биология
Жёлтый дубоносовый кардинал встречается поодиночке, парами или небольшими группами. Питается в основном фруктами, ягодами и семенами. Биология размножения исследована недостаточно. Чашеобразное гнездо сооружается в начале июня из трав, корней и листьев, лоток выстилается сухими волокнами. Гнездо размещается на средней высоте в густых кустах или на небольшом дереве. В кладке от двух до пяти яиц, голубовато-зелёного цвета и покрытых маленькими тёмными пятнышками.

## Распространение и места обитания
Жёлтый дубоносовый кардинал распространён в Мексике на тихоокеанской стороне от центра штата Сонора до северо-западной Оахаки, а также в южном штате Чьяпас и Гватемале. Ведёт оседлый образ жизни, но в Соноре мигрирует на юг в зимние месяцы. Встречается на высоте до 2800 м над уровнем моря, в основном в лесах, редколесьях и на опушках, но, как правило, избегает густых дождевых или облачных лесов. Отмечены случайные залёты в Соединенные Штаты Америки, в основном летом в Аризону, но также в Калифорнию, Колорадо, Нью-Мексико и даже в Айову.

## Подвиды
Выделяют три подвида:
- Pheucticus chrysopeplus dilutes Van Rossem, 1934 – северо-запад Мексики
- Pheucticus chrysopeplus chrysopeplus (Vigors, 1832) – запад и центр Мексики
- Pheucticus chrysopeplus aurantiacus Salvin & Godman, 1891 – юг Мексики и Гватемала